# 晋阳秋
《晋阳秋》是東晉孫盛編寫的一本編年體晉朝史書，記載晉朝初年至晉哀帝初年的歷史。《隋書·經籍志》著錄三十二卷，《舊唐書·經籍志》著錄二十卷，《新唐書·藝文志》著錄二十二卷。該書本應取名《晉春秋》，因避諱晉簡文帝母鄭阿春故起名《晉陽秋》。此書已失傳，僅有湯球《廣雅書局叢書》三卷輯本、黃奭《漢學堂叢書》一卷輯本和王仁俊《玉函山房輯佚書補編》一卷輯本。1972年，新疆吐魯番阿斯塔那一百五十一號墓出土該書殘卷。